# Broadcast.com
Broadcast.com (первоначальное название — AudioNet) — интернет-радио и компания, основанная в 1989 г. Кристофером Джаебом, Тодом Вагнером и Марком Кьюбаном. 1 апреля 1999 г. была продана Yahoo!, закрывшей сервис в 2002 г.

## История
Компания была основана в 1989 г. как «Cameron Audio Networks», названная в честь её основателя — Кэмерона Кристофера Джаеба. Получив первоначальные инвестиции от отца, он хотел разработать способ, позволивший бы людям слушать спортивные мероприятия за городом. Первоначальный замысел в виде коротковолнового радио, которое будет принимать трансляцию внутри спортивного объекта, переформатировался в создание полноценного устройства, которое будет принимать настраиваемые спутниковые трансляции. Заручившись поддержкой отца, Джаеб принялся за работу, начав приобретать права на трансляцию сигнала радиостанций и профессиональных спортивных мероприятия в интернете, ежедневно делая по 80-100 телефонных звонков.
В 1994 г., посетив учебное занятие, где присутствовала его девушка, Джаеб познакомился с адвокатом Akin Gump Strauss Hauer & Feld Тодом Вагнером. Вскоре состоялась встреча с Марком Кьюбаном, вложившим в компанию 10 тыс. долл. в обмен на 2 % её акций. Сам Кьюбан хотел слушать баскетбольные матчи родного университета Индианы. Вагнер и Кьюбан разработали соглашение: Джаеб сохранял за собой 10 % акций компании и ежемесячную зарплату в 2,5 тыс. долл., однако из-за его прежних ошибок в качестве руководителя контроль над компанией переходит к Кьюбану.
В сентябре 1995 г. компания в связи с реорганизацией была переименована в «AudioNet.com». В начале Кьюбан поймал в своей спальне сигнал местной далласской радиостанции KLIF, после чего организовал её трансляцию в интернете. Начав со спорта, компания в дальнейшем начала транслировать концерты, тв-шоу и другие мероприятия. Помимо 20 кабельных сетей и 420 радиостанций, пользователи имели доступ к аудиозаписям и аудиокнигам.
В 1998 г. «AudioNet» была переименована в «Broadcast.com», став в июле публичной компанией через первичное размещение акций. В первый день биржевых торгов цена акций подскочила с 18 до 64 долл. (рекордные 250 %). После IPO компания была оценена в 1 млрд долл, стоимость пакета акций Кьюбана и Вагнера составляла 300 и 170 млн долл..
1 апреля 1999 г., менее чем через 9 месяцев после проведения IPO, Yahoo! анонсировала покупку Broadcast.com за 5,7 млрд долл. К этому моменту сервис имел 570 тыс. пользователей, каждый из которых тем самым был оценен в 10 тыс. долл. Кьюбан продал большую часть акций Yahoo в том году, заработав более $ 1 млрд. Крис Джаеб, чья доля в компании была искусственно размыта до менее 1 %, заработал примерно 50 млн долл.
Сайт стал частью Yahoo! Broadcast Services. Планировалось использовать контент 56 телеканалов и 420 радиостанций, в том числе и для наполнения дополнительных сервисов Yahoo, основным источником заработка должна была стать реклама в интернет-филиалах радио и телеканалов.
В 2002 г. Yahoo отключил большую часть своих телерадиовещательных сервисов, включая и Broadcast.com. Сделка 1999 г., ставшая крупнейшей в истории Yahoo и состоявшаяся в эпоху бума доткомов, впоследствии называлась одной из самых худших покупок на рынке интернета.

## Ссылка
- Архивировано 1 декабря 1998 года.